# Genlisea lobata
Genlisea lobata är en tätörtsväxtart som beskrevs av E. Fromm-trinta. Genlisea lobata ingår i släktet Genlisea och familjen tätörtsväxter. Inga underarter finns listade i Catalogue of Life.